# Amphiprion chrysopterus
Amphiprion chrysopterus — вид окунеподібних риб родини Помацентрові (Pomacentridae). Вид поширений на заході Тихого океану у Великому Бар'єрному рифі. Виростає до 17 см завдовжки. Живиться зоопланктоном і водоростями. Збирається у косяки до 1000 особин.